# 음속

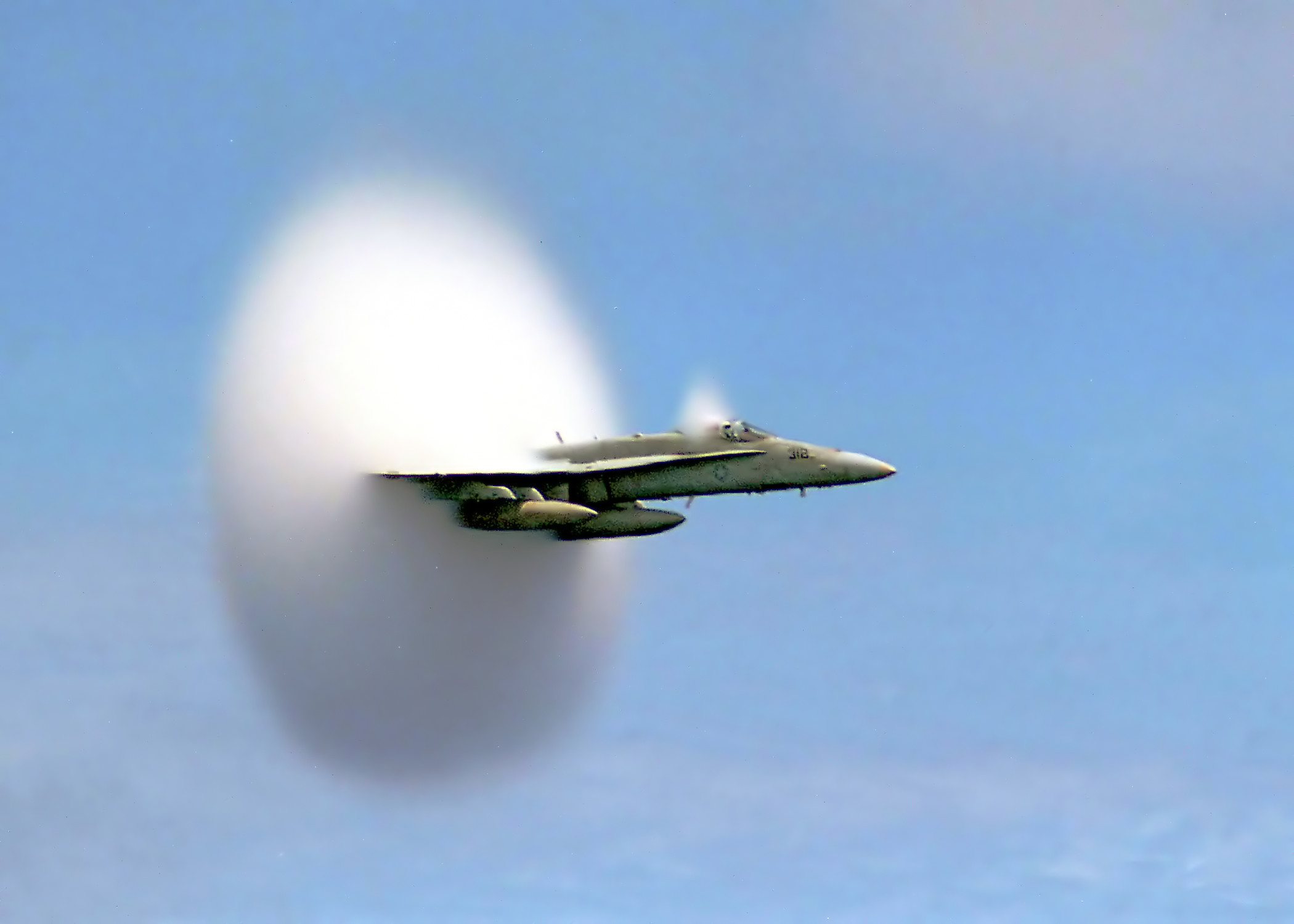

음속(音速, 영어: speed of sound)은 소리가 퍼져나가는 속도이다. 정확히 말하자면, 음파가 매질(공기)을 통해 나아가는 것이다. 일반적으로, 섭씨 20도의 대기 중 음속은 343m/s(시속 1,235km)로 정의하나 이 수치가 절대적인 것은 아니다.
소리 즉 음파는 물리학에서 매질(媒質)의 진동 방향이 파동의 방향에 일치하는 파동 즉 종파(縱波)의 하나이다. 따라서 Vector값이다.
음속은 소리를 전파하는 매질에 따라 달라지며, 보통은 공기 중의 속도을 말한다.
습도에 따른 영향은 적으며, 대기압에 따른 영향은 거의 없다. 일반적으로 고도가 높아질수록 소리의 속도가 떨어지는데, 이는 대기압의 변화에 영향을 받는 것이 아니라 온도와 습도의 영향 탓이다.
음속의 공식은{\displaystyle v={\sqrt {{\gamma RT} \over {M}}}}로 계산할 수 있다 ({\displaystyle \gamma }는 단열계수, R은 기체상수, T는 절대온도, M은 공기의 몰질량).
위의 식을 이용하여 계산한 공기 중의 속도는 대략
{\displaystyle c_{\mathrm {air} }=(331{.}5+(0{.}6\cdot \theta ))\ \mathrm {m/s} \,}
으로 나타낼 수 있다. 여기서 {\displaystyle \theta }는 섭씨 온도이다.

<간단정리>
1.온도 : 음속은 매질을 통해 퍼지는 속도이기에 매질이 활발할수록(공기분자), 음속이 높아진다. 따라서 음속과 온도는 비례관계 / 음속에 가장 많은 영향을 준다.
2.밀도 : 공기의 밀도가 높을수록 음속은 느려진다.
음속과 밀도는 제곱근에 반비례한다
3.대기압 : 대기압이 높을수록, 음속이 증가한다.(참고로, 고도와 대기압은 반비례 관계이며, 고도가 높아질수록  온도와 습도가 떨어지는 것은 대류권에 한정된다.)

## 역사
아이작 뉴턴은 대기 중 음속을 초당 979피트(초당 298 미터)로 계산했다. 이는 실제 속도보다 약 15% 낮은 것이었는데, 출렁거리는 온도의 영향은 무시했기 때문이다. 이것은 나중에 피에르시몽 라플라스가 바로잡았다.

## 같이 보기
- 소닉붐
- 음속장벽
- 벨 X-1